# پایگاه شکاری بلد
پایگاه شکاری بلد (به انگلیسی: Joint Base Balad) یک فرودگاه نظامی با کد یاتا XQC است که یک باند فرود بتن دارد و طول باند آن ۳۵۰۳ متر است. این فرودگاه در شهر یثرب کشور عراق قرار دارد و در ارتفاع ۴۹ متری از سطح دریا واقع شده‌است.

## آشیانه جنگنده‌های اف-۱۶ عراق
قرار است پایگاه شکاری بلد آشیانه ۳۶ فروند جنگنده اف-۱۶ از نوع IQ نیروی هوایی عراق باشد که دولت عراق آن را به آمریکا سفارش داده‌است.